# كاني دستار
كاني دستار (بالكردية: کانی دەستار) هي إحدى القرى التابعة لـمرغور في ريف قسم سيلوانه من مقاطعة أرومية، في محافظة أذربیجان الغربیة الإيرانية.

## السكان
حسب إحصاءات سنة 2006، بلغ إجمالي السكان في كاني دستار 82 نسمة وعدد المساكن 18 مسكن. لغة سكان كاني دستار هي اللغة الكردية و هم من أهل السنة والجماعة والمذهب الشافعي.